# Greta Rico
Greta Rico (Ciudad de México, México) es una fotógrafa documental mexicana, periodista y educadora, enfocada en temas sobre género, medioambiente y alimentación. A través de sus proyectos reflexiona sobre la colonialidad, el despojo capitalista y el trauma social de fenómenos actuales. 
Forma parte del Advisory Committee de Women Photograph, y es integrante de Diversify Photo, Fotoféminas y es una de las fotógrafas de Fair Picture. Además, tiene un Master en Estudios Feministas y forma parte de SheSource, un panel de expertas en temas de género y feminismo del Women's Media Center. 
Ha colaborado con oficinas de la ONU y con diversas organizaciones de la sociedad civil. Su trabajo se ha expuesto en galerías y museos en México y en ciudades como Nueva York, Roma, París, Madrid, Dubai, Tokio, Valparaíso y Londres. La obra fotográfica de Greta forma parte del Fotoobservatorio Mexicano y del Acervo de la fototeca del Centro de Investigación y Documentación Alberto Beltrán de la Dirección General de Culturas Populares de México.
Su proyecto personal Madre Sustituta obtuvo diversos reconocimientos y formó parte de más de 10 exposiciones colectivas en todo el mundo. Sus exposiciones individuales han sido sobre su multipremiado proyecto Parteras Urbanas que retrata la casi desconocida labor de las Parteras que atienden en la Ciudad de México, se ha exhibido en el Museo Archivo de la Fotografía, Fotoseptiembre. En los últimos cinco años se ha dedicado a foto-documentar el trabajo de cuidados que realizan las mujeres en sus comunidades desde una mirada feminista. 
Greta desarrolla una investigación documental sobre el cuidado y la preservación de las semillas de maíz nativo como alternativa para la alimentación y el cuidado del medio ambiente.

## Trayectoria
Estudió la licenciatura en Relaciones Internacionales por la Universidad Nacional Autónoma de México en la Facultad de Estudios Superiores Acatlán y realizó la maestría en Estudios Feministas por la Universidad Autónoma Metropolitana Unidad Xochimilco. 
Su trabajo ha sido publicado en revistas, medios impresos y digitales como The New York Times, The Washington Post, The Guardian, The Women's Media Center, El País y Lado B, entre otros. 

## Premios y reconocimientos
Ha sido reconocida internacionalmente con becas como el Bertha Challenge (Sudáfrica, 2023), el programa Jóvenes Creadores (México 2021), la beca de Climate Tracker para coberturas sobre medio ambiente (Estados Unidos, 2021) y el Emergency Fund for Journalists de National Geographic (Estados Unidos, 2020). Fue seleccionada como Becaria del International Women´s Media Fund para participar en el Programa “Adelante” en América Latina (Estados Unidos, 2019). Y becada por el Bob and Diane Fund para asistir al Foundry Photojournalism Workshop en Calcuta, India (Estados Unidos, 2018).
Su trabajo fotográfico fue premiado con el Leica Women Photo Project (Estados Unidos, 2023), fue seleccionada para la Revisión de Portafolios del New York Times (Estados Unidos, 2023), con el Women Photograph Grant (Estados Unidos, 2022) y el Solidarity Award del International Women In Photo Asociation (Francia, 2022). Obtuvo una medalla de plata en el Certamen Internacional de Fotografía AsisaFoto (España, 2021). Fue nominada para el 6×6 Global Talent Program del World Press Photo (Países Bajos, 2020). También fue seleccionada en la muestra “This is Gender 50/50 Global Health” Photo Contest (Inglaterra, 2020). Recibió mención honorífica de oro en el Marilyn Stafford Foto Reportage Award  (Estados Unidos, 2019) y formó parte de la generación XXXII del Eddie Adams Workshop (Estados Unidos, 2019).